# ژوفیا راتس
ژوفیا راتس (مجاری: Rácz Zsófia؛ زادهٔ ۲۸ دسامبر ۱۹۸۸) بازیکن فوتبال اهل مجارستان است.
وی همچنین در تیم ملی فوتبال زنان مجارستان بازی کرده‌است.